# يوساكو كودو
يوساكو كودو (باليابانية: 工藤 優作) شخصية في أنمي المحقق كونان، وهو والد سينشي كودو. وهو كاتب قصص وروايات بولسية ويعتبر أكثر ذكاء من ولده وقد ساهم في حل الكثير من القضايا. أول ظهور له كان في حلقة رقم 43 اختطاف المحقق كونان، وهو مقيم في لوس انجلوس في الولايات المتحدة الأمريكية، وقد عاد مؤخرًا إلى اليابان لكي يساعد ابنه للقضاء على المنظمة السوداء.
ساهم في حل قضايا عجز عنها ولده كما أن كونان من أحد قراء قصص والده ومن أشهرها رجل الظل والعديد من القصص الأخرى. زوجته هي الممثلة المشهورة يوكيكو كودو.
كان يوساكو معروفًا بذكائه الحاد وقدراته الاستنتاجية منذ شبابه، وتعرَّف على المفتش ميغوري جوزو وأصبح صديقًا وناصحًا ثمينًا له في حل القضايا الصعبة، وعلى الرغم من كثرة مساعدته للشرطة، إلا أن طموحه كان في الكتابة.
تلقى المديح باعتباره روائيًا في بداية عشرينياته، والتقى الفتاة التي أصرَّ على الزواج منها فوجيميني يوكيكو الممثلة المشهورة والجميلة... وعندما أخذها إلى مطعم فخم ليطلب يدها وقعت قضية فحلها بعبقرية ثُمَّ تقدَّم بعدها مباشرةً إلى يوكيكو المندهشة، فوافقت. (تورط شينتشي في تبعات لنفس القضية بعد عشرين سنة ، ولكن على عكس يوساكو لم يستطع البوح بمشاعره تجاه حبيبته موري ران).
نالت قصص التحقيق الخاصة بيوساكو مديحًا عالميًا، خصوصًا سلسلة روايات بارون الليل التي أصبحت شخصية شعبية... يُفضِّل يوساكو أن يُعرف روائيًّا على الرغم من العديد من المواقف التي أظهرت نزعته المايكروفتية لحل القضايا قبل أن يصل شينتشي لنفس الاستنتاج (كما حدث في الأوفا حين حاول شينتشي إثبات حجة غياب متضمنةً - افتراضًا - كلب لابرادور أسود).
قابل أيضًا كايتو كيد الأول خلال حياته المهنية، وكوَّن معه علاقةً أشبه بصداقة تنافسية، وبدا من الواضح معرفة يوساكو هوية كيد، لكنه اختار مطاردته خلال عمليات السطو لمنع السرقة فحسب.
حين عرف يوساكو ما حدث لشينتشي من أغاسا، أجرى عملية خطف مزيفة مدروسة بعناية؛ ليوضح لكونان مقدار الخطر الذي قد يحدث إذا قبضت المنظمة السوداء عليه، وعرض على كونان حياةً جديدةً في أمريكا، لكنه تفهم رفض كونان ورغبته في الاستقلال ومشاعره تجاه ران - مع أنه لم يتوقع استمرار عزمه - إلا أنه يأتي برفقة يوكيكو للاطمئنان عليه من حينٍ لآخر، ويبدو عليهما الرضى واحترام رغبة ولدهما في السعي خلف المنظمة دون مساعدتهم.

## الحلقات التي ظهر بها
| رقم الحلقة | عنوان الحلقة                                                                  |
| ---------- | ----------------------------------------------------------------------------- |
| 43         | اختطاف كونان                                                                  |
| 68         | جريمة قتل بارون الليل (جزء القضية) (فلاش باك)                                 |
| 96         | واكب المحقق العظيم! (حلقة خاصة لمدة ساعتين)                                   |
| 144        | جريمة قتل على متن قطار "النجم الشمالي # 3" السريع (الجزء الأول)               |
| 145        | جريمة قتل على متن قطار "النجم الشمالي # 3" السريع (الجزء الثاني)              |
| 163        | سر القمر والنجم والشمس (الجزء الأول)                                          |
| 164        | سر القمر والنجم والشمس (الجزء الثاني)                                         |
| 192        | الإحياء اليائس (عودة سينشي) (فلاش باك)                                        |
| 193        | الإحياء اليائس (المكان الموعود) (فلاش باك)                                    |
| 333        | الأميرات المتماثلات (الجزء الأول) (في الخلفية)                                |
| 418        | بيت العلية في حارة بيكا                                                       |
| 437        | أيوتا وشينيتشي ووعد قبل 4 سنوات (صورة)                                        |
| 472        | مغامرات كودو شينتشي الصغير (الجزء الأول)                                      |
| 473        | مغامرات كودو شينتشي الصغير (الجزء الثاني)                                     |
| 490        | هاتوري هيجي في مواجهة كودو شينتشي على المنحدرات الثلجية (حلقة خاصة لمدة ساعة) |
| 621        | إلهام هولمز، الصفر هو البداية                                                 |
| 690        | قضية يوساكو كودو المجمدة (الجزء الأول) (فلاش باك)                             |
| 691        | قضية يوساكو كودو المجمدة (الجزء الثاني) (فلاش باك)                            |
| 781        | التقاطع القرمزي (متنكراً بشكل أوكيا سوبارو)                                    |
| 782        | العودة القرمزية (متنكراً بشكل أوكيا سوبارو، يوكيكو كودو في شكله)               |
| 783        | الحقيقة القرمزية                                                              |
| 853        | ذكريات صف زهرة الكرز (ران الصغيرة) (فلاش باك)                                 |
| 854        | ذكريات صف زهرة الكرز (شينتشي الصغير) (فلاش باك)                               |
| 942        | جد ماريا سان (الجزء الثاني)                                                   |
| 954        | كوكتيل المتاهة (الجزء الثالث)                                                 |